# Memil-CCN Pro Cycling
Das Memil-CCN Pro Cycling ist ein kuwaitisches Straßenradsportteam.
Die Mannschaft wurde 2009 unter dem Namen Magnus Maximus Coffee.com gegründet und nahm bis zum Ablauf der Saison 2010 als Continental Team an den UCI Continental Circuits teil.  Manager war Magnus Bäckstedt, der von dem Sportlichen Leiter Martin McCrossan unterstützt wurde. Die Mannschaft wurde mit Fahrrädern der Marke Viner ausgestattet. Zwischen 2011 und 2015 wurde das Team nicht bei der UCI registriert. 2016 wurde das Team wurde als UCI Continental Team unter dem Namen Team Bliz-Merida registriert.

## Saison 2019

### Erfolge in der Africa Tour
| Datum    | Rennen                  | Kat. | Fahrer           |
| -------- | ----------------------- | ---- | ---------------- |
| 5. April | 1. Etappe Tour du Maroc | 2.2  | Ben Hetherington |

### Erfolge in der Asia Tour
| Datum        | Rennen                          | Kat. | Fahrer      |
| ------------ | ------------------------------- | ---- | ----------- |
| 25. Juli     | 11. Etappe Tour of Qinghai Lake | 2.HC | Roy Eefting |
| 26. Juli     | 12. Etappe Tour of Qinghai Lake | 2.HC | Roy Eefting |
| 4. September | 3. Etappe Tour of Xingtai       | 2.2  | Roy Eefting |

## Saison 2018

### Erfolge in der Africa Tour
| Datum     | Rennen                  | Kat. | Fahrer       |
| --------- | ----------------------- | ---- | ------------ |
| 11. April | 6. Etappe Tour du Maroc | 2.2  | Jacob Tipper |

### Erfolge in der Asia Tour
| Datum        | Rennen                          | Kat. | Fahrer       |
| ------------ | ------------------------------- | ---- | ------------ |
| 2. August    | 11. Etappe Tour of Qinghai Lake | 2.HC | Jacob Tipper |
| 11. November | 3. Etappe Tour of Quanzhou Bay  | 2.2  | Roy Eefting  |

## Saison 2010

### Erfolge in der Europe Tour
| Datum       | Rennen                          | Kat. | Fahrer               |
| ----------- | ------------------------------- | ---- | -------------------- |
| 23.–30. Mai | Gesamtwertung FBD Insurance Rás | 2.2  | Alexander Wetterhall |

### Zugänge – Abgänge
| Zugänge        | Team 2009             | Abgänge                    | Team 2010    |
| -------------- | --------------------- | -------------------------- | ------------ |
| Jack Anderson  | Team Budget Forklifts | Magnus Bäckstedt           | Karriereende |
| Tobyn Horton   | Neoprofi              | Gunnar Grönlund            | Unbekannt    |
| Richard Larsen | Neoprofi              | Marcus Johansson           | Unbekannt    |
| Joseph Perret  | Neoprofi              | Johan Nystrand             | Unbekannt    |
|                |                       | Daniel Patten              | Unbekannt    |
|                |                       | Joseph Perret (bis 31.07.) | Unbekannt    |

### Mannschaft
| Name                   | Geburtstag       | Nationalität           | Team 2011               |
| ---------------------- | ---------------- | ---------------------- | ----------------------- |
| Jack Anderson          | 2. Juni 1987     | Australien             | Endura Racing           |
| Niklas Gustavsson      | 28. Januar 1989  | Schweden               |                         |
| Russell Hampton        | 23. Februar 1988 | Vereinigtes Königreich | Sigma Sport-Specialized |
| Tobyn Horton           | 7. Oktober 1986  | Vereinigtes Königreich | Motorpoint              |
| Lars Fredrik Johansson | 17. März 1983    | Schweden               |                         |
| Richard Larsen         | 8. Mai 1990      | Schweden               |                         |
| Filip Rudenstam        | 23. April 1987   | Schweden               |                         |
| Alexander Wetterhall   | 12. April 1986   | Schweden               | Endura Racing           |
| Stagiaires             | Stagiaires       | Nationalität           | Nationalität            |
| Westley Gough          | Westley Gough    | Neuseeland             |                         |

## Saison 2009

### Erfolge in der Europe Tour
| Datum    | Rennen                                       | Kat. | Fahrer               |
| -------- | -------------------------------------------- | ---- | -------------------- |
| 25. Juni | Schwedische Meisterschaft – Einzelzeitfahren | NC   | Alexander Wetterhall |

## Platzierungen in UCI-Ranglisten
UCI Africa Tour
| Saison    | Mannschaftswertung | Fahrerwertung         |
| --------- | ------------------ | --------------------- |
| 2009-2010 | -                  | -                     |
| 2016      | 21.                | Matti Manninen (225.) |

UCI Europe Tour
| Saison | Mannschaftswertung | Fahrerwertung               |
| ------ | ------------------ | --------------------------- |
| 2009   | 121.               | Alexander Wetterhall (887.) |
| 2010   | 70.                | Alexander Wetterhall (180.) |
| 2016   | 81.                | Matti Manninen (421.)       |

UCI Oceania Tour
| Saison | Mannschaftswertung | Fahrerwertung       |
| ------ | ------------------ | ------------------- |
| 2009   | -                  | -                   |
| 2010   | 18.                | Jack Anderson (36.) |
| 2016   | -                  | -                   |